# Tey
Tey là một vương hậu sống vào thời kỳ Vương triều thứ 18 trong lịch sử Ai Cập cổ đại. Bà là Chính cung của pharaon Kheperkheprure Ay, vua áp chót của vương triều này. Bà cũng là nhũ mẫu của nữ vương Nefertiti.
Chồng của bà, pharaon Ay đã phục vụ qua 3 đời vua (Amenhotep III, Akhenaten và Tutankhamun) trước khi ông tự thân lên ngôi, được cho là có mối liên hệ với vương tộc Amarna.

## Gia đình
Theo những văn tự cổ thuộc thời kỳ Amarna, Tey được gọi là "Nhũ mẫu của Chánh cung Vương hậu" (chỉ Nefertiti), chính vì vậy mà Nefertiti không phải là con của Tey và Ay. Có suy đoán rằng Mutbenret là con gái của 2 người, về sau kết hôn với Horemheb. Tuy nhiên Mutbenret và Mutnedjmet (vợ của Horemheb) là 2 người hoàn toàn khác nhau, chưa chứng minh được là cùng một người. Nakhtmin, người giữ chức Thống lĩnh dưới triều vua Tut, cũng được nghĩ rằng là con trai của Ay và Tey.

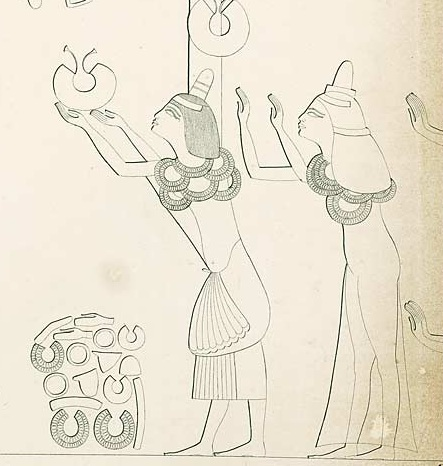
Ay và Tey tại ngôi mộ Amarna số 25.

Một người tên là Ay (không phải pharaon Kheperkheprure Ay) được gọi là "Đệ nhị Tư tế của Amun, Đại tư tế của Mut và hầu cận của vương hậu Tey" trên một bức tượng ở bảo tàng Brooklyn (New York). Người này được chép rằng là con của Mutemnub and Nakhtmin. Và trên bản ghi chép đó cũng cho rằng Mutemnub là một người chị em với Tey.

## Thời kỳ Amarna
Tey và Ay cùng xuất hiện trên ngôi mộ Amarna số 25. Ngôi mộ này ban đầu vốn dành cho Ay khi ông còn là một đại thần, về sau khi lên ngôi thì mộ này bị bỏ phế. Bức vẽ trên bờ tường phía bắc mô tả cảnh Akhenaten và Nefertiti cùng các con gái của họ đang ban những phẩm vật cho hai vợ chồng Ay và Tey.
Tey cũng xuất hiện trên một chiếc hộp bằng gỗ, là một tặng phẩm của vua dành cho Ay. Trên đó cũng có ghi về Tey như sau: "Người quý giá, người duy nhất của Ra, cảm kích bởi Vương hậu Chánh cung (Nefertiti), nữ nhân của những ngôi nhà, Tiy".

## Vương hậu Ai Cập

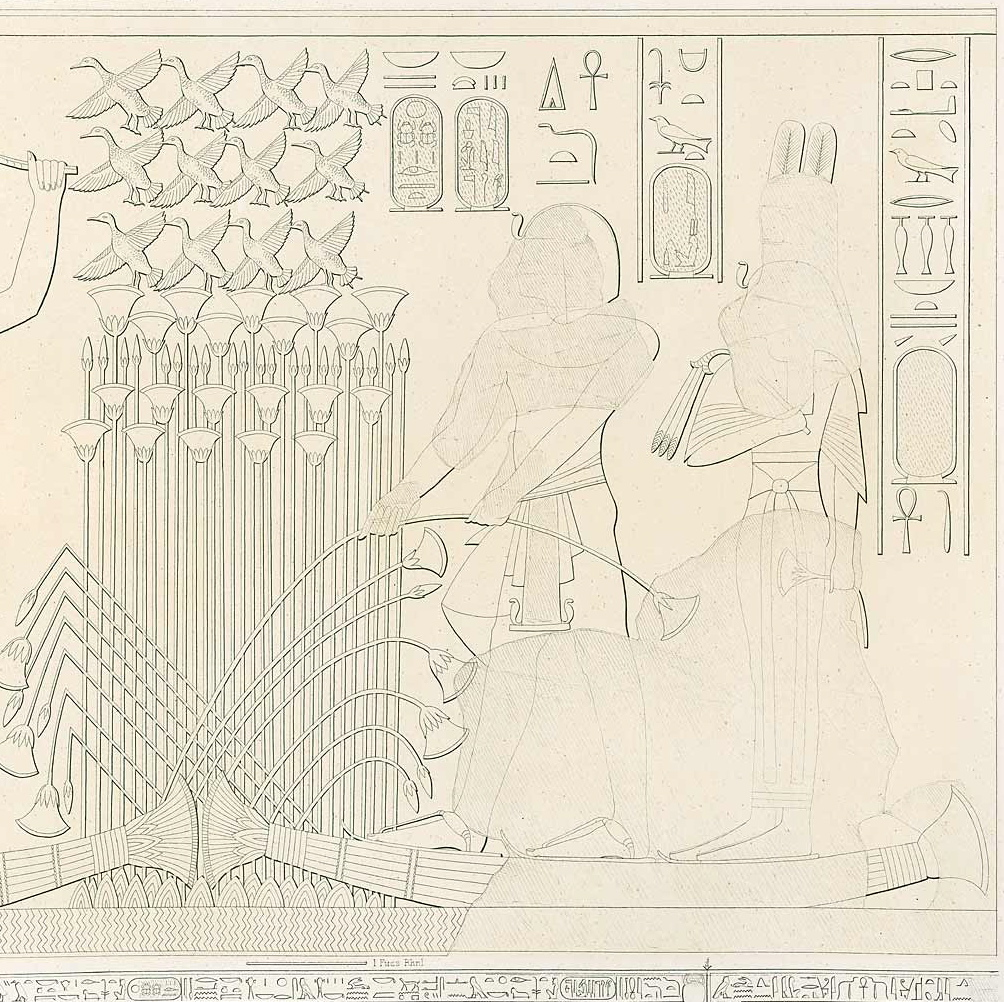
Ay và Tey tại ngôi mộ WV23.

Khi Ay đoạt được ngôi báu từ tay vị vua trẻ Tutankhamun, Tey nhanh chóng được sắc phong làm Chánh cung hoàng hậu cùng nhiều danh hiệu khác. Bà được khắc họa trên WV23, ngôi mộ chính thức của Kheperkheprure Ay. Bức họa cho thấy hoàng hậu đang cùng chồng du ngoạn trên thuyền, tay bà cầm một bông súng hái từ đầm lầy. Hình ảnh trên tường mộ bị hủy hoại khá nặng nề. Một nhà nguyện bằng đá cũng có khắc họa hình ảnh của bà cùng với vị thần sinh sản Min tại Akhmim.
Tey có thể đã được hợp táng cùng với chồng tại WV23, và nhiều mẩu xương vỡ của một phụ nữ được tìm thấy trong ngôi mộ có lẽ là của bà.